# Fatamorgana (fotoskole)
 For alternative betydninger, se Fatamorgana (flertydig). (Se også artikler, som begynder med Fatamorgana)
Fatamorgana, er en dansk fotoskole beliggende i København, der drives af Foreningen 67750 Fatamorgana, som under Folkeoplysningsloven tilbyder undervisning i fotografi som kunst, er oprettet i 1989 af Morten Bo.
Skolen tilbyder fotografiuddannelse af forskellig varighed samt workshops.

## Ekstern henvisning
- Fatamorganas hjemmeside Arkiveret 5. februar 2007 hos  Wayback Machine

| Skole | Spire Denne artikel om en skole, en uddannelsesinstitution eller uddannelse er en spire som bør udbygges. Du er velkommen til at hjælpe Wikipedia ved at udvide den. |

55°39′53.32″N 12°37′20.38″Ø / 55.6648111°N 12.6223278°Ø